# Evangelos Georgiou
Evangelos Georgiou (grekiska: Ευάγγελος Γεωργίου), född 4 november 1988, är en grekisk fotbollsspelare som för närvarande spelar som försvarare i den grekiska Superligan för PAOK Thessaloníki. Han kom till PAOK från Athlitikos Omilos Kavala, som spelar i den grekiska andradivisionen, Beta Ethniki.